# 梅森 (俄亥俄州)
梅森（英語：Mason）是美国俄亥俄州沃伦县西南部的一座城市，位于美国俄亥俄州辛辛那提市以北约35公里处。截至2020 年人口普查，梅森的人口为 34,792 人。 这里是国王岛(Kings Island)游乐园的所在地，也是世界上最大的网球场之一—林德纳家庭网球中心(Lindner Family Tennis Center)的所在地，也是世界顶级男女网球锦标赛辛辛那提公开赛的举办地。

## 历史
1803 年 6 月 1 日，美国独立战争时期的退伍军人威廉-梅森在拍卖会上花 1700 美元购买了位于现在梅森市中心的2.6平方公里的土地。1815 年，他在这片土地上规划了 16 块地，并将村庄命名为 "纳尼亚"。1832 年，威廉-梅森去世两年后，根据他的遗嘱，在纳尼亚的北部、南部和西部又规划了 40 多块土地。在正式记录这些地块时，村庄的名称被列为 "帕尔米拉"。
1835 年，有人向联邦邮局递交了一份请愿书，要求更正该镇的名称。该镇曾被误列为 "柯克伍德"（Kirkwood），因为当时的邮政局长名叫威廉-柯克伍德（William Kirkwood）。当村干部得知俄亥俄州还有另一个帕尔米拉镇时，镇名正式更改为 "梅森"。
此后的 125 年里，梅森一直是一个小型的农业社区。1970 年，也就是该镇合并为城市的前一年，居民还不到 5,700 人。 
1997 年 2 月，梅森镇从周边的迪尔菲尔德镇撤出，成立了一个名为梅森镇的纸质镇。
2021年10月25日，梅森市议会以4票对3票通过了一项法令，将在市内范围内实施堕胎行为定为违法。目前，在该市范围内没有提供堕胎服务的医疗机构。该法令后来被废除。

## 地理
根据美国人口普查局的数据，该城市总面积为48.36平方公里，其中陆地面积为48.25平方公里，水域面积为0.10平方公里。 

## 艺术与文化
梅森退伍军人纪念碑毗邻梅森市政中心，于 2003 年 11 月 8 日星期六举行了落成典礼。朝鲜战争退伍军人、第一个登上月球的人尼尔·阿姆斯特朗（Neil Armstrong）作为嘉宾出席了仪式。纪念碑的主要特征是由 10 根柱子组成，分别代表美国历史上的 10 次主要冲突。每根柱子的高度与战争中的伤亡人数成正比。纪念碑上还有一束永恒的火焰。

## 公园和娱乐
梅森市内有七个公园，占地约 300 英亩，包括钓鱼湖、步行道、球场、网球场、野餐棚和游乐场。梅森社区中心于 2003 年启用，占地面积 19.9 万平方英尺，是该州最大的公共娱乐设施之一。该中心有两个游泳池、体育馆、运动场、健身中心、步行道、老年活动中心、体能游戏、攀岩墙以及教室和会议区。不断扩大的自行车道网络将社区与学校、公园和市中心连接起来。

## 政府
市议会是梅森市政府的立法机构，市经理由市议会任命。三到四名议员在奇数年选举产生，任期四年。市政府主要设在梅森市政中心，该中心于 2002 年秋季启用，占地面积 120,000 平方英尺，共两层。其最大的特色是一个 51 英尺高的中央中庭。梅森市法院、警察和消防部门、社区会议室以及除公共工程和公用事业部门以外的所有其他市政部门均设在该中心。

## 媒体
梅森是辛辛那提媒体市场的一部分。虽然梅森市本身没有广播电台牌照，但该市是iHeartMedia, Inc.拥有的 WLW（AM 700，辛辛那提牌照）发射台所在地，该发射台使用仅存的七座 Blaw-Knox 菱形发射塔之一。WLW 曾经（1934-1939 年）是全国功率最大的广播电台，功率达 500 千瓦。

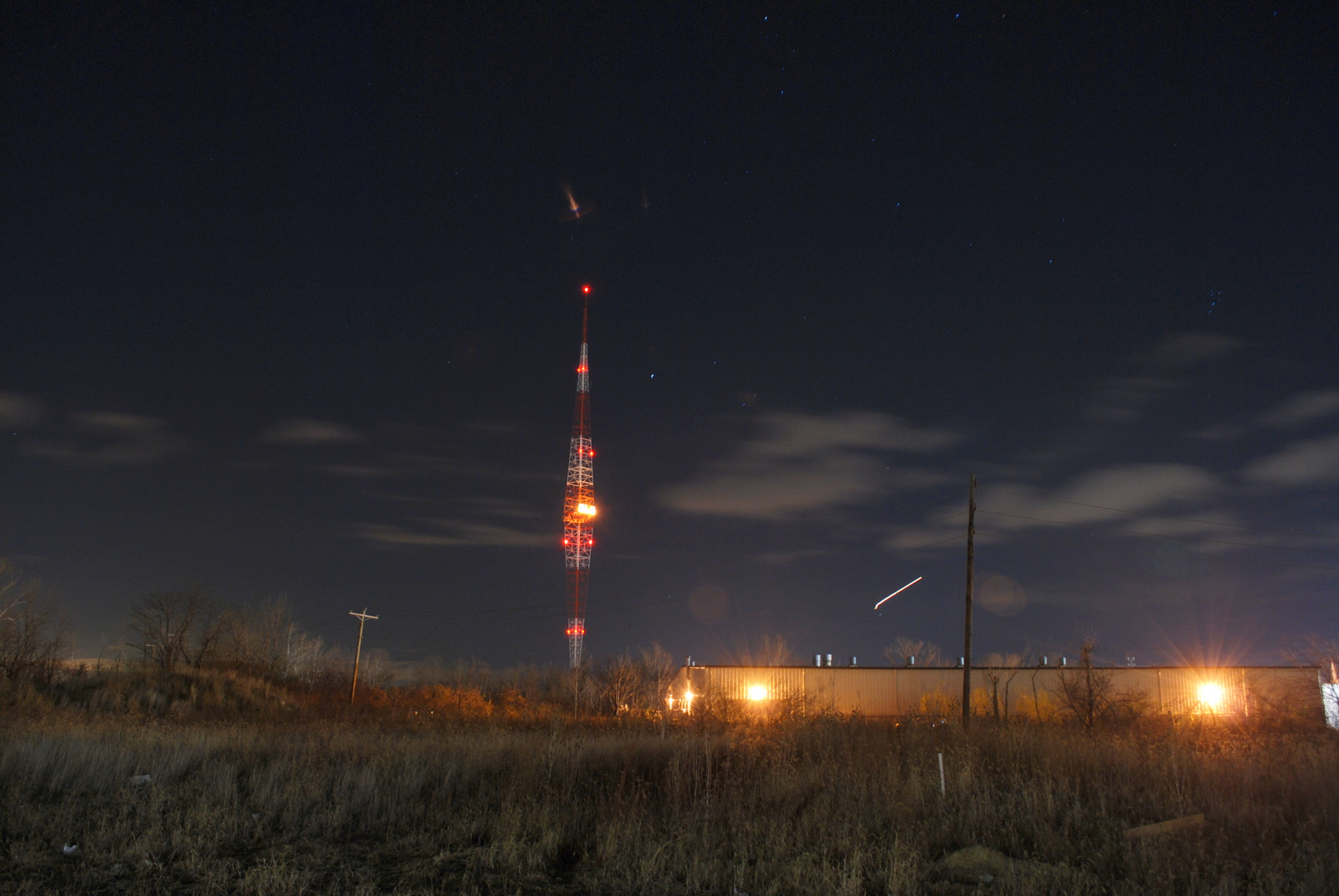
WLW 广播塔

1. ↑  . United States Census Bureau.   [September 20, 2022]. （原始内容存档于2014-10-11）.
2. 1 2  . United States Geological Survey. 2007-10-25  [2008-01-31]. （原始内容存档于2012-02-04）.
3. ↑  . United States Census Bureau.   [2008-01-31]. （原始内容存档于2021-07-09）.
4. ↑  .   [2010-03-20]. （原始内容存档于2021-07-09）.
5. ↑  Springman, Rose Marie. . The Author. 1982.
6. ↑  . United States Census Bureau.   [2013-01-06]. （原始内容存档于2012-01-25）.